# Калиениј Ној (Вранча)
Калиениј Ној (рум. Călienii Noi) насеље је у Румунији у округу Вранча у општини Нанешти. Oпштина се налази на надморској висини од 16 m.

## Становништво
Према подацима из 2002. године у насељу је живело 365 становника, од којих су сви румунске националности.